# Amanita nitida
Amanita nitida é um fungo que pertence ao gênero de cogumelos Amanita na ordem Agaricales.